# BonnFM
bonnFM ist das Hochschulradio der Rheinischen Friedrich-Wilhelms-Universität Bonn und der Hochschule Bonn-Rhein-Sieg. Es sendet auf der UKW-Frequenz 96,8 MHz mit 500 Watt und ist im Stadtgebiet von Bonn, sowie in einigen Teilen des Rhein-Sieg-Kreises zu hören. Die Antenne befindet sich aktuell auf dem Dach der ehemaligen Pädagogischen Fakultät der Universität Bonn. Zusätzlich zum UKW-Betrieb wird ein Webstream angeboten. Der Sender bonnFM ging aus den beiden früheren Campus-Radiosendern bonncampus 96,8 sowie radio96acht hervor und entstand daraus am 5. Juli 2013 offiziell auf einer Vollversammlung.

## Verein und Sender
Der Sender bonnFM wird unterstützt und finanziert durch seinen Trägerverein bonnFM e. V. Der Trägerverein verwaltet die Gelder des Senders, sorgt für die Absprachen mit der Universität Bonn, sowie anderen Institutionen im Bereich Radio, Ausbildung, Sponsoring und Medien und ist der Lizenznehmer.
Alle Mitarbeiter des Senders bonnFM sind Mitglieder des Trägervereins. Diese Regelung ist in der Satzung des Vereins festgeschrieben und durch die Lizenz der Landesanstalt für Medien (NRW) bestätigt worden. Grundsätzlich ist es jedem Studierenden der Universität Bonn und der Hochschule Bonn Rhein-Sieg sowie allen Angestellten beider Hochschulen möglich, dem Sender und Verein beizutreten.
Der Sender ist durch sechs Ressorts organisiert: Wortredaktion, Musikredaktion, Nachrichtenredaktion, Onlineredaktion, Social-Media-Redaktion und PR-Team, die alle mit ihrer Arbeit zum Radiobetrieb beitragen.

## Programm
Das Programm von bonnFM ist nach dem Vorbild der öffentlich-rechtlichen und privaten Sender strukturiert. Dabei kommen Programmschienen zum Einsatz, die dafür sorgen, dass kontinuierlich jeden Tag zur selben Zeit die gleichen Sendungen ausgestrahlt werden. Im Programm sind sowohl klassische Morgenformate, wie auch Spezialsendungen am Abend enthalten. Letztere beschäftigen sich mit Themen aus Politik und Gesellschaft, Film und Fernsehen, oder Musik.
Der Sender orientiert sich bei seinem Programmkonzept an Elementen der Deutschen Welle und des WDR (darunter vor allem 1Live). Die Sendungen werden von einem Moderator geleitet und von einem Comoderator sowie mehreren Reportern inhaltlich gestaltet. Die Koordination und Planung der jeweiligen Sendung übernimmt in der Regel ein Chef vom Dienst. Die Nachrichten zur vollen Stunde werden von WDR 5 übernommen und ins Programm eingebettet. Jeweils zur halben Stunde werden Nachrichten aus der Uni Bonn bzw. der Hochschule Bonn/Rhein-Sieg gelesen. Sofern die jeweilige Sendung einen Nachrichtensprecher hat, übernimmt dieser auch die Weltnachrichten zur vollen Stunde.

## Geschichte
Der Sender bonnFM existiert erst seit dem 5. Juli 2013. An jenem Tag wurde der Trägerverein des alten Senders bonncampus 96,8 aufgelöst und der von radio96acht Bonn umbenannt. So sind beide Radiogruppen fusioniert. bonnFM sendete zunächst aus dem alten Studio von bonncampus 96,8 in der Alten Sternwarte an der Poppelsdorfer Allee in Bonn. 2017 bezog der Sender ein neues Studio an der Adenauerallee in der Nähe des Hofgartens und in unmittelbarer Nachbarschaft zur Universitäts- und Landesbibliothek.
Bekannte ehemalige Mitarbeiter von bonnFM und seinen Vorgänger-Sendern sind u. a. Gavin Karlmeier (freier Social-Media-Berater, u. a. bei 1 Live), Johanna Tänzer (1 Live-Moderatorin), Gero Simone (1 Live-Moderator) und Ralph Günther (Moderator bei Deutschlandfunk Nova und WDR 2).